# Onesto da Bologna
Onesto da Bologna, conosciuto anche come Onesto degli Onesti (Bologna, 1240 circa – Bologna, 1303 circa), è stato un poeta italiano.

## Biografia
Dante Alighieri lo menzionò nel De vulgari eloquentia, presentandolo come uno tra i più importanti  maestri del volgare, mentre Francesco Petrarca ne I Trionfi (il Trionfo d'Amore), lo inserì fra i due Guidi e i siciliani, tra le stelle del passato.
Importanti furono sia le sue corrispondenze con Cino da Pistoia, sia i suoi componimenti, costituiti da una trentina di poesie d'ispirazione elegiaca, che se da un lato furono vicine alla tradizione formale cortese e guittoniana, dall'altro espressero la tematica del dolore come quella prevalente, dimostrandosi distanti dalle posizioni di Guido Cavalcanti.
I versi di Onesto da Bologna ebbero una certa influenza sia su Dante sia su Cino, per una definitiva consapevolezza del proprio mondo interiore.